# عين العاصفة (رواية)
عين العاصفة (بالإنجليزية: The Eye of the Storm)‏ هي رواية للكاتب الأسترالي الحائز على جائزة نوبل باتريك وايت، نشرت عام 1973، لأول مرة عن دار نشر جوناثان كيب.